# Felix F. Feist
Ne doit pas être confondu avec Felix E. Feist.
Pour les articles homonymes, voir Feist.
Felix F. Feist, né le 15 juillet 1883 à New York où il est mort le 15 avril 1936, est un parolier américain,, directeur des ventes de la Metro-Goldwyn-Mayer.

## Biographie
Feist a écrit les paroles de chansons pour plusieurs spectacles de Broadway.
Leo Feist, l'un des « Big 7 » éditeurs de partitions, est son frère. Felix E. Feist est son fils et Raymond E. Feist est son petit-fils.
Plusieurs des chansons dont il a écrit les paroles sont devenues célèbres. Strolling 'Long the Pike est une chanson se déroulant à l'Exposition universelle de 1904 à Saint-Louis. Ada Jones enregistre la chanson Bull Frog & Coon en 1906 pour Edison Records. Elle a également été enregistrée par les Five Brown Brothers (en) en 1911. Feist a écrit les paroles de la chanson Skidamarink (en), une chanson populaire pour enfants.